# بحر لبنان
بحر لبنان هي منظمة غير حكومية وغير ربحية، تأسست في لبنان عام 2002، تهدف إلى الحفاظ على التنوع البيولوجي، ومكافحة التلوث، وتعزيز الإدارة المستدامة للساحل والبحر.
إنشئ من قبل رئيس مجلس الوزراء اللبناني رفيق الحريري. منذ عام 2012، ترأست Nazek Hariri المنظمة غير الحكومية، أرملة رفيق الحريري.

## قرية الناقورة البيئية
وفي عام 2005، وقعت شركة بحر لبنان اتفاقية تعاون مع مدينة الناقورة، التي أصبحت أول مشروع مدينة بيئية في لبنان,. إنشئت مدرسة بيئية هي الأولى من نوعها في لبنان في هذه القرية على يد بحر لبنان؛ يعتمد الإضاءة على الطاقة الشمسية، ويتعلم الطلاب عن الزراعة في حديقة الخضروات العضوية ويمارسون فرز النفايات,.

## التلوث الناجم عن القصف الإسرائيلي
في عام 2006، أثناء الحرب الإسرائيلية اللبنانية، قصفت إسرائيل مستودعات الوقود في محطة كهرباء Jieh. تسبب في Marée noire de 2006 au Liban؛ تسرب 13000 طن من الهيدروكربونات إلى البحر. وبمساعدة فرنسا والمتطوعين، تولت جمعية بحر لبنان مهمة تنظيف الساحل اللبناني، بعد أن حددت المواقع الأكثر تلوثاً. وأوكلت إلى شركة بحر لبنان مهمة معالجة 34.5 كيلومترًا من الشريط الساحلي بين الجية والعاصمة بيروت.

## التحليلات والمواقف

### محطة معالجة النفايات في صيدا
في عام 2011، انتقد بحر لبنان إدارة بلدية صيدا (مدينة رئيسية في جنوب لبنان) لمكب النفايات، وهي كارثة بيئية يعود تاريخها إلى أربعين عامًا وفقًا لصحيفة لوريان لو جور.؛ فهي تعارض مشروع استصلاح البحر، والذي من شأنه أن يدمر الحياة البحرية. وبالمثل في عام 2015، أثناء أزمة النفايات في لبنان، قامت جمعية بحر لبنان مع جمعيات بيئية أخرى، أبرزها جمعية من أجل بلدي الأخضر (" باسم بلد أخضر ") ينتقدون الإزعاجات التي تسببها محطة معالجة النفايات في صيدا، والتلوث، وخصخصة الخدمات.

### للطاقات المتجددة
في عام 2020، عندما كانت المجموعة الفرنسية توتال تستكشف موارد الغاز على الساحل اللبناني، حذرت شركة بحر لبنان من مخاطر التلوث التي قد تسببها هذه الموارد، ودعت إلى تطوير الطاقات المتجددةوخاصة الطاقة الشمسية والمائية.